# Himalaya - L'infanzia di un capo
(Thilen Lhondup)
Himalaya - L'infanzia di un capo (Himalaya - L'Enfance d'un chef) è un film del 1999 diretto da Éric Valli.
È stato candidato all'Oscar al miglior film straniero rappresentando il Nepal.

## Trama
I dolpo-pa sono una popolazione tibetana di nazionalità nepalese a carattere seminomade: da secoli, d'estate vivono nei loro villaggi, a 4-5 000 metri d'altitudine, coltivando la terra (grano e orzo) che produce cibo per cinque mesi al più, mentre d'autunno migrano a fondo valle a vendere il sale che hanno raccolto sulle montagne, così da comprare grano o riso per sopravvivere nei mesi invernali. Lhakpa è il capo del villaggio, figlio del precedente capo, Tinlé, e Karma è il suo migliore amico. Purtroppo, di ritorno con la mandria di yak carica di sale, Lhakpa muore. Karma racconterà che, nel tentare di percorrere un passaggio pericoloso per gli animali, Lhakpa non ascoltò i consigli dell'amico, facendo di testa sua, e cadde da un precipizio, morendo. A causa di un ancestrale astio tra le loro due famiglie, Tinlé, nonostante la nota e forte amicizia tra Karma e Lhakpa, ritiene che il suo adorato figlio sia stato ucciso da Karma stesso, che avrebbe voluto prenderne il posto di capo. Ma l'intero villaggio non accetta questa lettura dei fatti, dando fiducia certa a Karma, che è unanimemente considerato l'unico capace successore di Lhakpa.
Ma Tinlé è testardo e accecato dal dolore. Decide, quindi, di guidare la mandria di yak verso la valle, per vendere il sale. Cerca un uomo giovane e volenteroso che lo aiuti, ma tutti stanno dalla parte di Karma. Decide quindi di portarsi dietro suo nipote ancora bambino, Tensing, il figlio di Lahkpa, e Norbù, il suo figlio monaco. Karma, da parte sua, decide di partire con le sue mandrie quattro giorni prima della data prefissata dai lama, andando contro il volere degli dei. Il villaggio quindi si divide in due: i giovani partono tutti con Karma, mentre quattro giorni dopo, alla data scelta dagli dei, parte una seconda carovana un po' particolare, composta di vecchi, con un bambino, una donna (sua madre) e un monaco. Le vicende che seguono son caratterizzate da fatti tragicomici. Finché non arriva la tempesta di neve, che si abbatte su tutti. I due capi, il vecchio Tinlé e il giovane Karma, avranno, proprio in questa occasione difficile, il modo di riavvicinarsi e di ritrovare il rispetto l'un per l'altro, rispetto che mai avevano perduto, riconoscendo così la loro comune testardaggine.

## Produzione
Valli ha vissuto a lungo tra i tibetani, coi quali ha maturato l'idea di scrivere un affresco della loro cultura, affinché non venga dimenticata. Dagli abitanti del Ḍolpā, tale film è considerato il loro namdar, che in tibetano significa "libro delle memorie".

## Riconoscimenti
- 2000 - Premi Oscar
  - Candidatura per il miglior film straniero
- 2000 - Premi César
  - Migliore fotografia a Éric Guichard e Jean-Paul Meurisse
  - Migliore musica da film a Bruno Coulais
- 2000 - European Film Awards
  - Candidatura per la migliore fotografia a Éric Guichard e Jean-Paul Meurisse
- 2000 - Festival internazionale dei film di montagna ed esplorazione
  - Miglior film